# Gammarus minus
Gammarus minus är en kräftdjursart som beskrevs av Thomas Say 1818. Gammarus minus ingår i släktet Gammarus och familjen Gammaridae.

## Underarter
Arten delas in i följande underarter:
- G. m. minus
- G. m. pinicollis